# Tuning Maniacs

Tuning Maniacs est une bande dessinée humoristique de Pat Perna (scénario) et Henri Jenfèvre (dessin), composée de cinq tomes dont le premier est paru en 2005.

## Synopsis
Dans les rues de Choisy-le-Roi (ou Choosen-by-the-King, pour ceux qui parlent la langue de 50 Cent), la bande des amateurs de tuning fait la loi… C'est à celui qui attirera le plus l’œil des filles avec sa caisse d'enfer, et à celui qui fera le plus crépiter les radars ! Mais le nouveau maire veille…

## Albums
- Tome 1 : 26 avril 2005, 48 pages, éditions Vents d'Ouest  (ISBN 9782749301723)[1]
- Tome 2 : 29 août 2006, 48 pages, éditions Vents d'Ouest  (ISBN 9782749303079)[2]
- Tome 3 : 13 février 2007, 48 pages, éditions Vents d'Ouest  (ISBN 9782749303543)[3]
- Tome 4 : 5 mars 2008, 48 pages, éditions Vents d'Ouest  (ISBN 9782749304250)[4]
- Tome 5 : 25 août 2011, 48 pages, éditions 12Bis  (ISBN 9782356480675)[5]

## Personnages
- Rod : Rodolphe de son prénom. S'il y a un truc qui fait vraiment tripper Rod, c'est le gros son ! Plus il est méchant, plus ça lui plait ! Au volant de sa Peugeot 206 au look radical, il arpente les rues de son quartier en quête d'une jolie blonde à éblouir ou… d'un tympan à exploser. Quand les deux facteurs sont réunis, c'est encore mieux. Il montrera sa préférence pour les petites voitures françaises :
  - Tomes 1 et 2 : Peugeot 206 16-S style espagnol, orange Lucifer avec bandes noirs, équipée avec jantes 18 pouces Tutlapet, aileron Kivabien, kit carrosserie complet Jean Nechier, double pot Duram-Dam et sono Pet-Tympan ! Elle sera écrasée par le Monster truck de Régis au début du tome 3 ;
  - Tomes 3 à 5 : Renault Clio II de même couleur que sa précédente voiture, équipée d'un kit carrosserie Nino Concept, jantes sport en plutonium, sono Otitator de chez Pet Tympan de 11 200 watts, et embout d'échappement Patator répertorié par l'ONU comme arme de destruction massive ;
  - Tome 5 : voiturette Ligier IXO (fortement modifiée par L'Arpète) à la suite d'un malencontreux retrait de permis.

- Red : diminutif de son vrai nom Redovanovitch. Pas franchement discret dans son cabriolet bleu lagon, il se la joue play-boy californien, même si son terrain de jeu est plus proche de la banlieue Sud que de la côte Ouest… Petit rouquin belliqueux et moqueur, il est imprenable sur un 400 DA entre son garage et le parking du Mad Cow. Ses voitures seront toujours des cabriolets bleus :
  - Tomes 1 et 2 : Volkswagen Golf IV cabriolet bleu lagon, équipée de jantes 17 pouces Padégueux, moteur à double silencieux cours vite, kit carrosserie Kiflambe et sellerie bicolore de chez Lapeau & Ducul qui lui fournit aussi ses chemises hawaiiennes. Elle prendra feu à la suite du feu d'artifice de Régis au début du tome 3 ;
  - Tomes 3 et 4 : Audi A4 cabriolet bleu ciel commandée par Rod sur un site Internet nommé… Puzzlemania.con ! Une fois assemblée, Red l'a équipée de jantes DOB 20 pouces, rabaissée avec un kit suspension Kitraine et habillée d'une sellerie en varan retourné, toujours de chez Lapeau & Ducul ;
  - Tome 5 : Volkswagen Coccinelle cabriolet avec une planche de surf. En plein Choisy-le-Roi ? « Depuis quand une voiture devrait-elle être pratique ? Et pourquoi pas confortable, tant que tu y es ! »

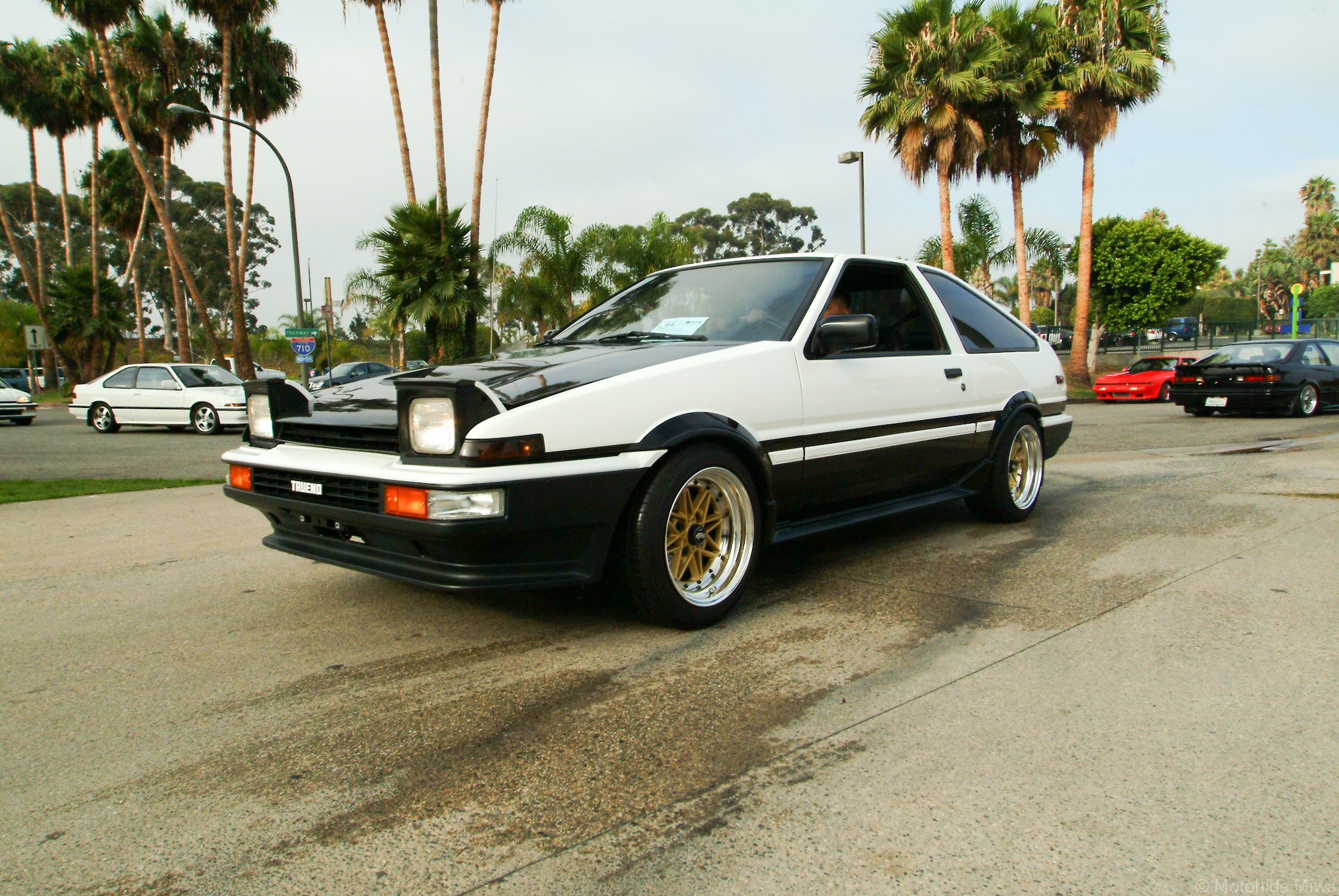
Toyota Corolla AE86.

- L'Arpète : de son vrai nom Pierre-Marie Toussaint, alias « Le bourrin antillais ». Le tuning ? il est tombé dedans quand il était petit. Résultat, c'est une vraie pointure en mécanique, et surtout il est imbattable à l'aéro. Son seul problème : réussir à concilier son travail d'apprenti mécanicien et sa passion pour les peintures perso… Ses voitures :
  - Tomes 1 et 2 : Peugeot 405 Super Tourisme (ST) blanche, avec kit carrosserie made in Japan Sawasaigné, jantes compet' 20 pouces, turbo Sakaboosté avec intercooler et reprogrammation du boîtier électronique. Elle sera emboutie par le tractopelle de Régis au début du tome 3 ;
  - Tomes 3, 4 et 5 : Toyota Corolla AE86 GT-16, aussi appelée Trueno aux States, Hachiroku au Japon, ou encore Céquoi 7 Dob en banlieue… Pierre-Marie la sauvera de la casse en la rachetant à Hamibe le roi du kebab, et il l'équipera d'un arceau renforcé, jantes Pro Tono 2 et volant sport Gogo. À son volant, il devriendra le roi du drift.

- Régis : Son animal fétiche, c'est le thon ! Allez savoir pourquoi… En attendant, au volant de sa puissante BX il ose toutes les prépas et expérimente toutes les tendances. Toujours vêtu de son inséparable survêtement, on le croise parfois à l'entrée du Fucking Blue Boy où il espère vraiment pouvoir entrer un jour. C'est un brave garçon qui n'a pas toujours la lumière dans toutes le pièces… Toujours à la recherche de l'idée originale, il deviendra tour à tour disc jockey, supporter de l'Olympique de Marseille devant le Parc des Princes (pas une bonne idée…), supporter du Paris Saint-Germain en plein Vieux-Port de Marseille (encore moins bonne idée…), organisateur d'une concentr' de tuning, pompier volontaire ou encore Super-Régis, super-héros vengeur contre les automobilistes irrespectueux… Lors de sa transformation, il revêt un survêtement en lycra, une cape et des bottes en caoutchouc, le tout assorti aux teintes à sa voiture ! Sa dernière passion : le Shaolin Tuning qu'il enseigne aux autres.
  - Tomes 1 à 5 : Citroën BX TRD Prestige, jantes de Peugeot 205 GTI 1600, sellerie à carreaux d'origine, deux sièges baquets Sporco d'occasion, kit carrosserie tout fait maison, autoradio + K7 Beauplouc 2 × 15 W, peinture deux tons vert mer et rose fuchsia apposée au pinceau, et antenne CiBi pas encore en fonction, par manque de fil électrique…

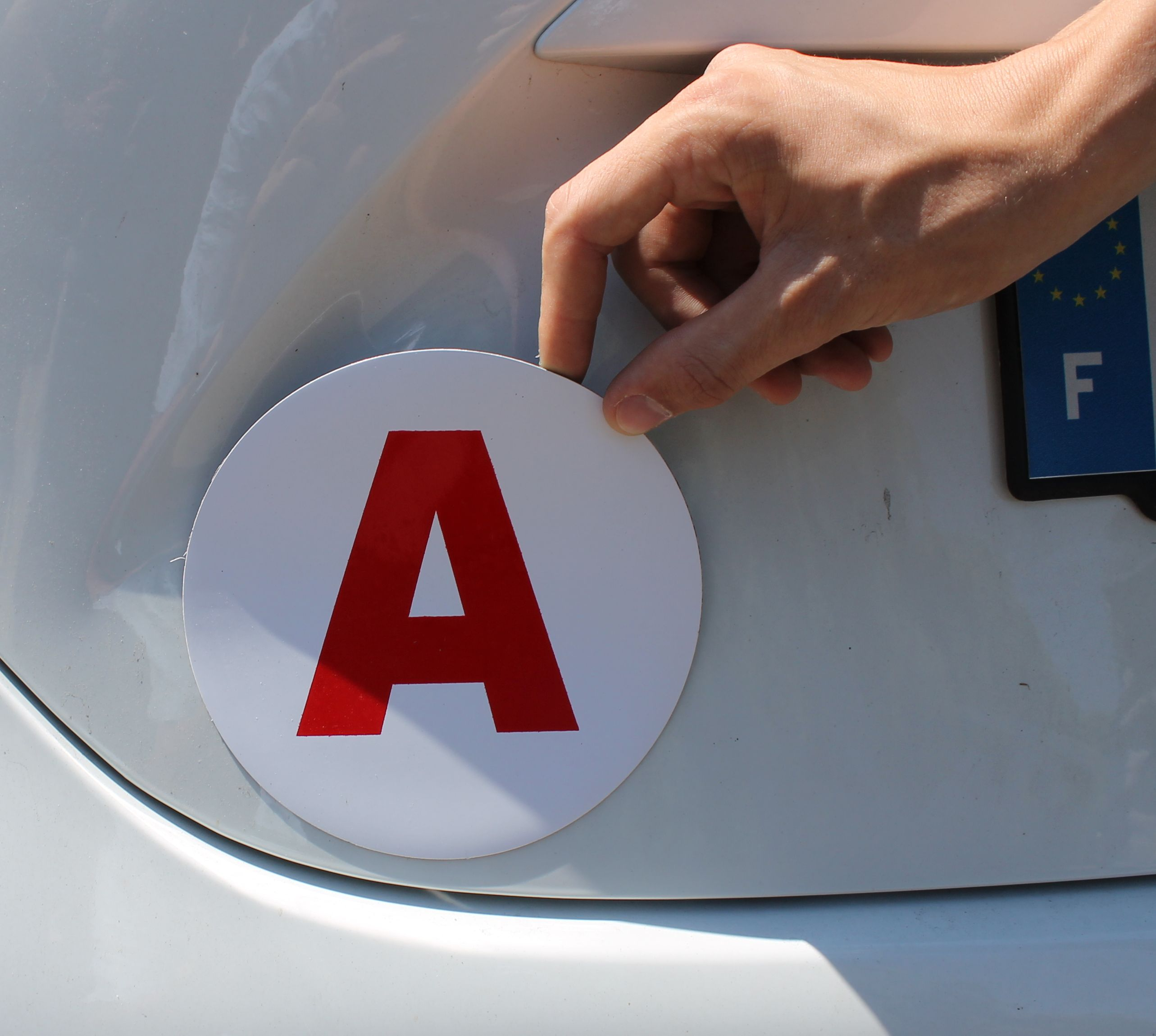
La toute première prépa de Jipé sur sa BMW E46/2C.

- Jipé, de son vrai nom Jean-Pascal Duquesnoaille : fils de famille aisée, il n'est pas très bon pilote, mais cherche à s'améliorer ; il a d'ailleurs réussi le tête à queue parfait : enroulée autour d'un pilier de pont, sa BMW a les pare-chocs avant et arrière qui se touchent… Le choix de ses voitures, toujours de puissants cabriolets, s'effectue dans le catalogue des constructeurs allemands :
  - Tome 1 et 2 : BMW E46/2C cabriolet German style du préparateur allemand Derrick-Strasse, avec kit carrosserie Grosse Frimeu et moteur préparé par Kolossal Patateu ;
  - Tome 3 et 4 : BMW M6 cabriolet ;
  - Tome 5 : Mercedes-Benz SLK coupé cabriolet qui aura le capot écrasé par un camion, et Subaru Impreza WRX STi engagée au 27e rallye national du Bourg et qui finira rapidement sur le toit…

D'autres personnages enrichissent cet univers de déjantés :

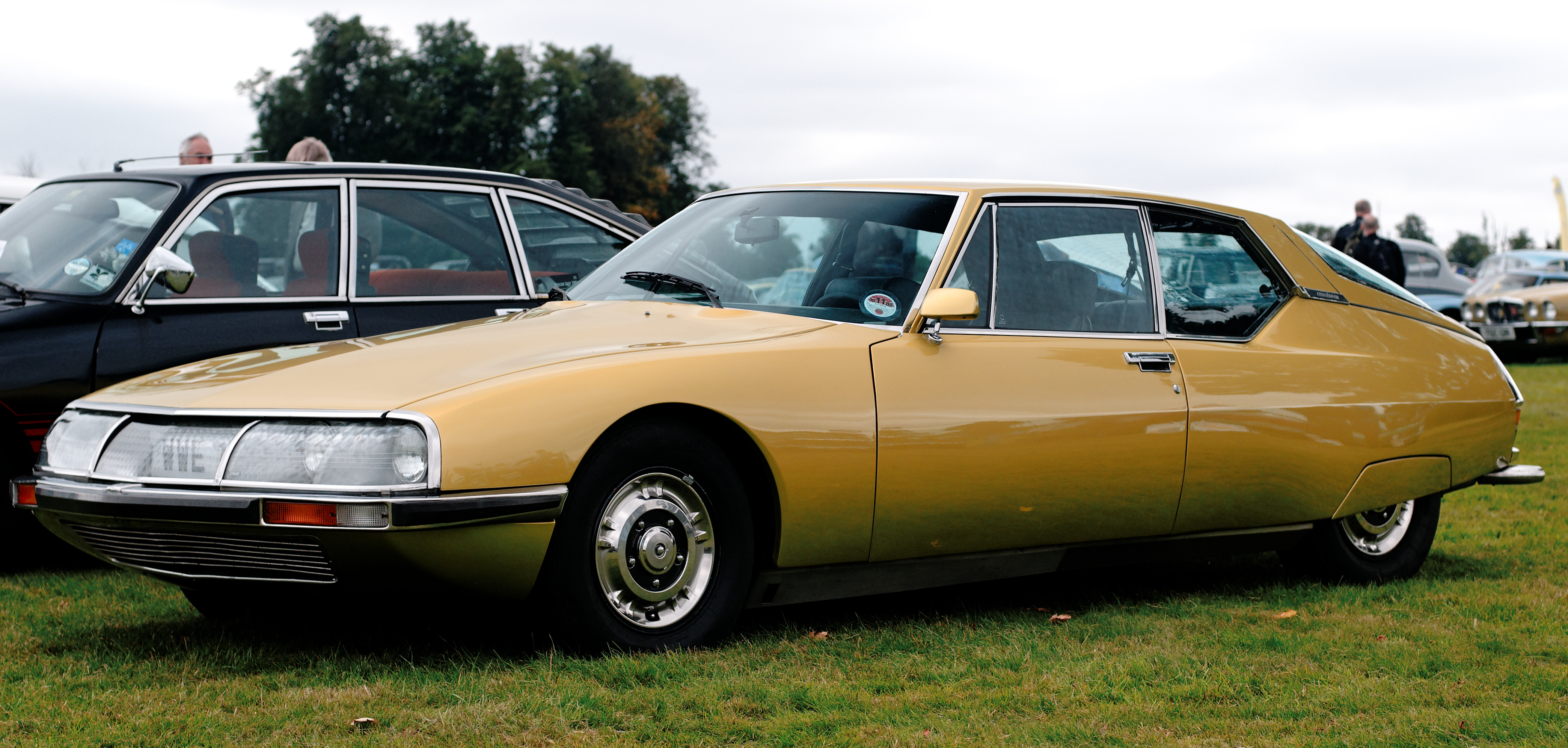
La Citroën SM de M'sieur Nino.

- M'sieur Nino : patron du garage où bosse l'Arpète. Capable de la plus grande patience comme des colères les plus noires. Son truc à lui, ce sont les voitures anciennes :
  - Citroën SM à moteur Maserati Indy comme véhicule personnel ;
  - Citroën Type H à pont plat pour les dépannages.

- Mademoiselle Agnès : la secrétaire (blonde) sexy du Garage Nino et dont tous les personnages principaux sont amoureux. Ils le lui montrent en montant sur ses voitures des préparations spéciales girly ou fashion :
  - Tomes 1 à 3 : Volkswagen Beetle cabriolet ;
  - Tome 4 : MINI

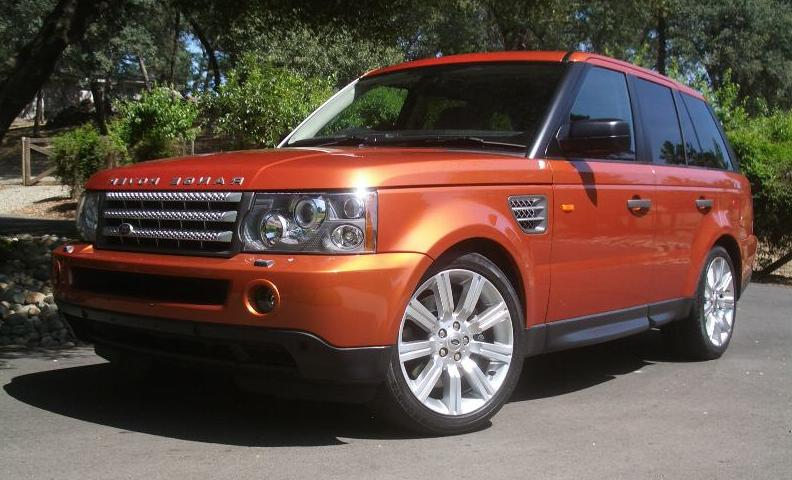
Range Rover Sport V8.

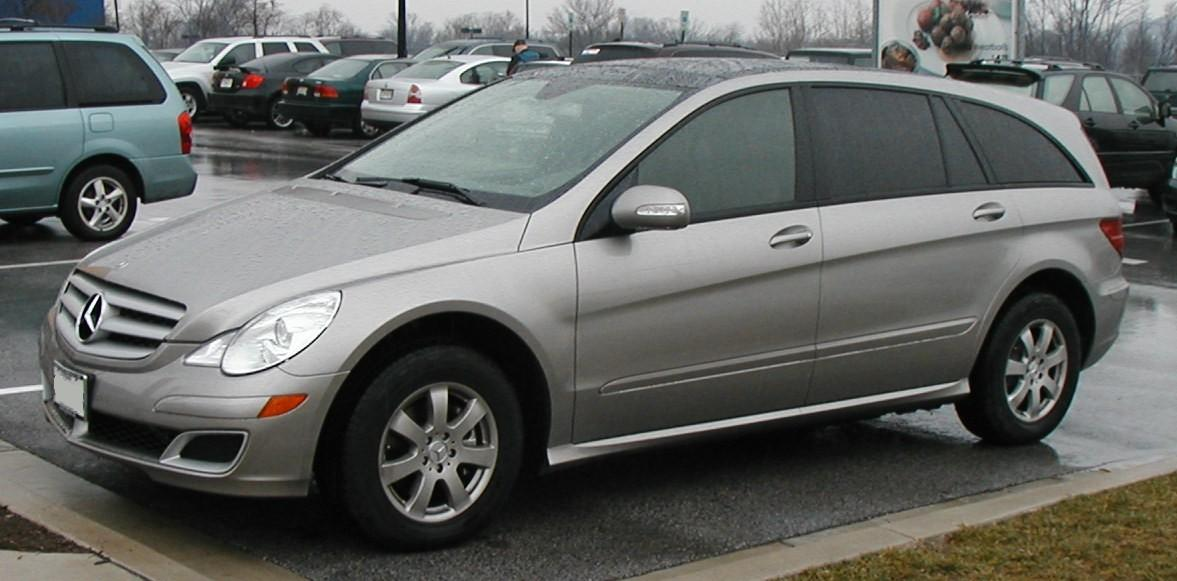
Mercedes-Benz Classe R.

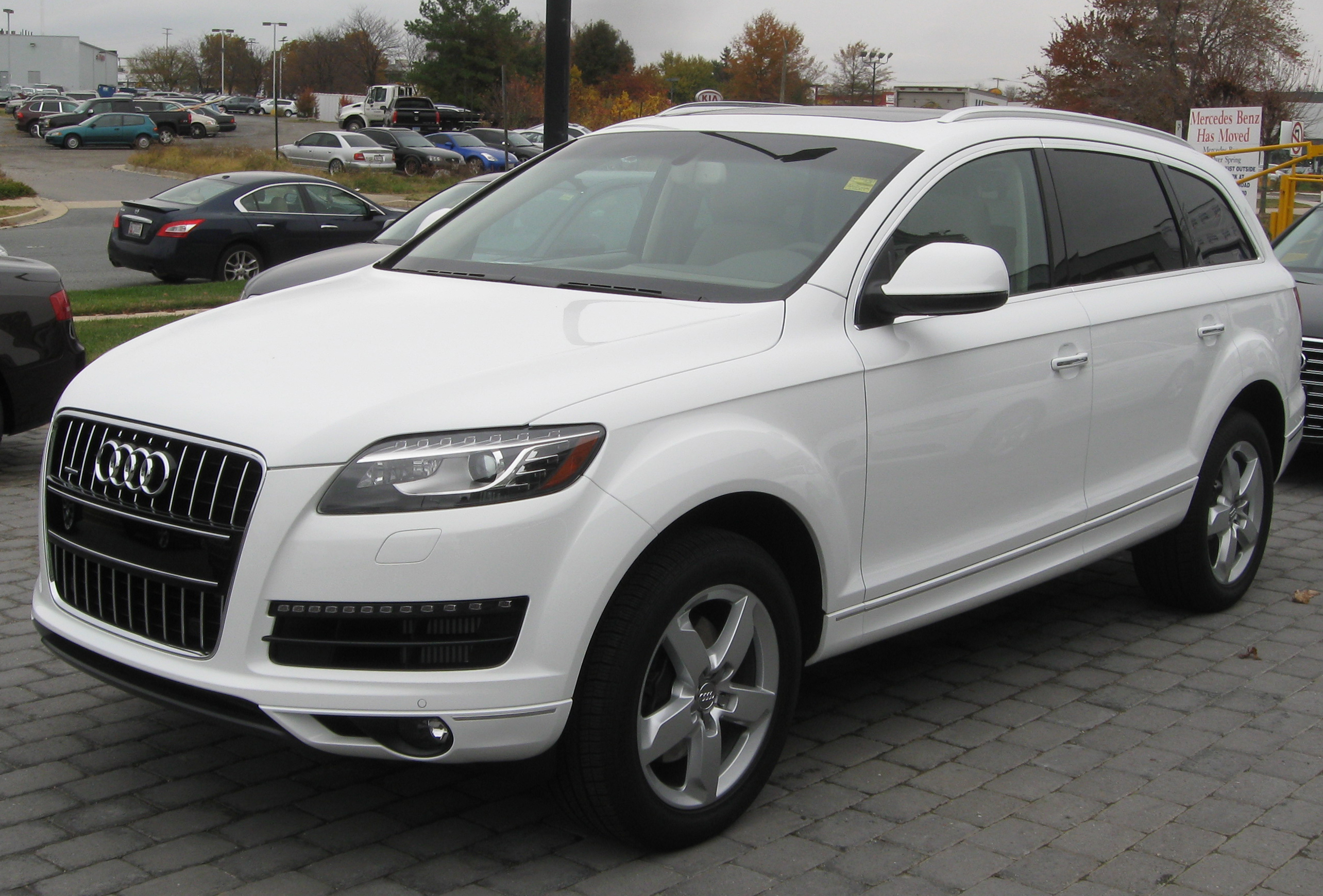
Audi Q7.

- Jitoudi : abrégé (J2D) anglicisé de son vrai nom Jacques-Daniel Duquesnoaille. Père de Jipé et assureur fortuné, il devient maire de Choisy-le-Roi dans le tome 5 et crée la CHIP (acronyme de Choisy-le-Roi Hyper Intervention Police, clin d’œil à la série télévisée CHiPs), une brigade motorisée chargée d'éliminer tous les tuners de la ville. Ses déboires fréquents avec les gars de la bande l'obligent à changer souvent de voiture… :
  - Tome 1 : Jaguar XJ Mk III ;
  - Tome 2 : Range Rover Sport V8 ;
  - Tome 3 : Porsche Cayenne Turbo S, d'abord gris clair métallisé, puis couleur « or vieilli » (tellement plus sobre…) ;
  - Tome 4 : Mercedes-Benz Classe R ;
  - Tome 5 : Audi Q7 V12.

- Lil'Henry (tomes 3 et 4) : rappeur présentateur de Tune ta Race, une émission de téléréalité dévolue au tuning. Le nom de l'homme est un clin d'œil à Lil' Louis et Lil Wayne, et l'émission s'inspire très vraisemblablement de Pimp My Ride, présentée par un autre rappeur : Xzibit. Ls hommes de Lil'Henry tuneront la Clio de Rod (suitte à une mauvaise blague de Red et de l'Arpète), la BX de Régis (qui finira en trophée style casse automobile) et la Cayenne de Jitoudi. Mais à force de jouer avec le feu, Tune ta Race finira en interlude pour avoir tenté de tuner la SM de M'sieu Nino.

- Troufignon (tome 5) : bras droit de Jitoudi à la mairie.
  - Citroën C5 II officielle du maire.

- Jacob et Delafond (tome 5, clin d’œil à Jacob Delafon) : deux policiers municipaux recrutés par Troufignon. Bêtes et méchants, leur seul but est d'arriver à coincer les tuners de la ville…
  - Yamaha XT 600 pour Jacob ;
  - scooter Yamaha Giggle pour Delafond.

- Steel O. Reynolds, le protagoniste de L'Effaceur (une autre série de Henri Jenfèvre) fait une rapide apparition dans le tome 1 au volant de sa :
  - BMW Z3 cabrio.